# Pollinator
Pollinator è l'undicesimo album in studio del gruppo alternative rock statunitense Blondie, pubblicato nel 2017.

## Tracce
1. Doom or Destiny (featuring Joan Jett) – 2:54
2. Long Time – 4:35
3. Already Naked – 4:06
4. Fun – 4:19
5. My Monster (featuring Johnny Marr) – 3:29
6. Best Day Ever – 3:58
7. Gravity (Charli XCX cover) – 3:47
8. When I Gave Up on You (featuring The Gregory Brothers) – 4:02
9. Love Level (featuring John Roberts) – 4:19
10. Too Much – 3:08
11. Fragments (An Unkindness cover) – 6:57

Tracce nascoste
1. Tonight (featuring Laurie Anderson) – 5:39

## Formazione
- Debbie Harry – voce
- Chris Stein – chitarra
- Clem Burke – batteria
- Leigh Foxx – basso
- Matt Katz-Bohen – tastiera
- Tommy Kessler – chitarra

## Classifiche
| Classifica        | Posizione massima |
| ----------------- | ----------------- |
| Australia         | 29                |
| Austria           | 27                |
| Belgio (Fiandre)  | 55                |
| Belgio (Vallonia) | 30                |
| Francia           | 86                |
| Germania          | 21                |
| Italia            | 62                |
| Paesi Bassi       | 78                |
| Repubblica Ceca   | 26                |
| Regno Unito       | 4                 |
| Spagna            | 86                |
| Stati Uniti       | 63                |
| Svizzera          | 22                |